# Korkiasaari (ö i Södra Savolax, S:t Michel, lat 61,48, long 27,91)
Korkiasaari är en ö i Finland. Den ligger i sjön Saimen och i kommunen Puumala i den ekonomiska regionen  S:t Michel och landskapet Södra Savolax, i den södra delen av landet, 210 km nordost om huvudstaden Helsingfors. Öns area är 30,3 hektar och dess största längd är 0,9 kilometer i sydväst-nordöstlig riktning.